# Anctoville-sur-Boscq
Anctoville-sur-Boscq é uma comuna francesa na região administrativa da Normandia, no departamento Mancha. Estende-se por uma área de 2,14 km². Em 2010 a comuna tinha 464 habitantes (densidade: 216,8 hab./km²).